# Болзел
Болзел (фр. Bollezeele) насеље је и општина у североисточној Француској у региону Север-Па д Кале, у департману Север која припада префектури Денкерк.
По подацима из 2011. године у општини је живело 1.421 становника, а густина насељености је износила 81,01 становника/km². Општина се простире на површини од 17,54 km². Налази се на средњој надморској висини од 44 метара (максималној 52 m, а минималној 2 m).

## Демографија
| 1962. | 1968. | 1975. | 1982. | 1990. | 1999. | 2011. |
| ----- | ----- | ----- | ----- | ----- | ----- | ----- |
| 1.339 | 1.389 | 1.328 | 1.500 | 1.476 | 1.382 | 1.421 |